# Triskaidekafobi
Triskaidekaphobia er græsk og betyder en sygelig frygt for tallet 13.

## Oprindelse
Tretten kan betragtes som et "dårligt" tal alene af den grund, at det er én mere end tolv. Tallet tolv er et meget brugt tal i mange kulturer, dels fordi det er et meget sammensat tal, og dels fordi det passer fint ind i nogle af de ældste talsysystemer (det babyloniske f.eks.). Når en gruppe på tretten derimod skal deles i henholdsvis to, tre, fire eller seks lige store grupper, bliver der altid én til overs. Babylonierne betragtede 13 som underverdenens tal.
Tallet 13 har også bibelske overtoner. Ved den sidste nadver var Judas den 13. til at sætte sig til bords (og han var også den, der spildte salt). Det 13. kapitel i Johannes' åbenbaring handler om anti-krist.
Tallet er desuden forbundet med den kendsgerning, at en månekalender må have 13 måneder i visse år, mens det gregorianske solår og det islamiske måneår altid har 12 måneder pr. år.
Triskaidekafobi kan også have påvirket vikingerne, for det formodes, at Loke var den 13. gud blandt aserne. Det indgik senere i den kristne opfattelse, hvor man mente, at Satan var den 13. engel.
Nogle kendte mennesker der har lidt af triskaidekafobi er blandt andet:[kilde mangler]
- Napoleon
- Herbert Hoover
- Mark Twain
- Richard Wagner
- Franklin Delano Roosevelt

## Ekstern henvisning
- Wikimedia Commons har flere filer relateret til Triskaidekafobi

- Dictionary.com : Word of the Day Archive

| Psi | Spire Denne artikel om psykologi er en spire som bør udbygges. Du er velkommen til at hjælpe Wikipedia ved at udvide den. |